# 2007年中國網球公開賽
2007年中國網球公開賽是一項在中國北京舉行的比賽，為第9屆賽事，場地是硬地球場，在ATP巡迴賽是國際系列賽和在WTA巡迴賽是二級錦標賽。男子賽事於2007年9月10日至9月16日進行；女子賽事於2007年9月17日至9月23日進行。

## 冠軍得主

### 男子單打
費爾南多·岡薩雷斯 擊敗  托米·羅布雷多（6-1, 3-6, 6-1）

### 女子單打
扎维·阿格妮斯 擊敗  耶萊娜·揚科維奇（67-7, 7-5, 6-2）

### 男子雙打
里克·德霍伊斯特 /  阿什利·弗爾 擊敗  克里斯·哈加德 /  盧彥勳（63-7, 6-0, [10-6]）

### 女子雙打
莊佳容 /  謝淑薇 擊敗  韓馨蘊 /  徐一幡（7-62, 6-3）

## 外部連結
- 官方網址（页面存档备份，存于）